# Зличич, Лазар
Ла́зар Зли́чич (серб. Лазар Зличић; 7 февраля 1997, Нови-Сад, СРЮ) — сербский футболист, полузащитник. Старший брат Милоша Зличича.

## Карьера
На молодёжном уровне Зличич играл за такие команды как: «Ветерник» и «Войводина». С 2015 года играет за «Войводину» на взрослом уровне.
В 2015—2016 годах на правах аренды выступал за «Пролетер».
Играл за юношеские сборные Сербии до 17 и до 19 лет.

## Достижения
«Кишварда»
- Серебряный призёр чемпионата Венгрии: 2021/22

## Клубная статистика
| Игровая карьера | Игровая карьера | Игровая карьера | Лига | Лига | Кубок | Кубок | Межд. | Межд. | Др. | Др. |
| --------------- | --------------- | --------------- | ---- | ---- | ----- | ----- | ----- | ----- | --- | --- |
| 2018/19         | Вождовац        | А               | 13   | 1    | —     | —     | —     | —     | —   | —   |
| 2019/20         | Вождовац        | А               | 17   | 3    | —     | —     | —     | —     | —   | —   |
| 2020/21         | Кишварда        | А               | 20   | 0    | 3     | 0     | —     | —     | —   | —   |
| 2021/22         | Кишварда        | А               | 25   | 1    | 1     | 2     | —     | —     | —   | —   |
| 2022            | Аксу            | А               | 11   | 1    | 2     | 0     | —     | —     | —   | —   |